# Barthélemy Cerveri
Barthélemy Cerveri (Savillan, 1420 - Cervere, 21 avril 1466) est un dominicain italien reconnu bienheureux et martyr par l'Église catholique. Il est fêté est le 21 avril.

## Biographie
Bartolomeo Cerveri naît en 1420 à Savillan dans la famille noble Cerveri di Marene, branche des seigneurs de Sarmatorio. En 1432, Il écoute une prédication de saint Bernardin de Sienne et en reste profondément impressionné. En 1434, il commence ses études de philosophie, de théologie et de droit dans sa ville natale ; à partir de 1435, il continue ses études au couvent dominicain local, où il entre comme noviceet devient prêtre en 1445.
Il poursuit ses études à l'université de Turin et le 8 mai 1452, il obtient simultanément sa licence, son doctorat et sa maîtrise. Il enseigne à l'université pendant un an puis est élu prieur du couvent de Savillan. Il accomplit cette tâche avec zèle en l'accompagnant d'une activité de prédication intense.
En 1451, il est nommé inquisiteur pour le Piémont et la Ligurie ; il obtient de bons résultats par sa parole et la renommée de sa sainteté mais s'attire la haine des hérétiques. En avril 1466, il apprend que des Vaudois propagent leur doctrine à Cervere et décide d'aller prêcher dans cette ville. Il part le 21 avril 1466 avec deux autres dominicains mais à environ un kilomètre de la destination, les trois religieux sont encerclés par cinq hommes, qui blessent gravement un frère et frappent mortellement Barthélemy à coups de lance tandis que le troisième frère réussit à s'échapper.

## Culte
Son hagiographie relate plusieurs événements merveilleux qui suivent sa mort. Une lumière éclatante apparaît au dessus de la ville de  Cervere. Sur la scène du crime, un arbre pousse dont les branches et les feuilles ont la forme d'une croix ; et aucune goutte de sang ne sort de son corps jusqu'à ce que les dominicains arrivent pour le récupérer. Ce n'est qu'à ce moment-là que du sang coule des blessures.
Il est d'abord enterré dans l'église des dominicains de Savillan mais en 1802 le couvent est supprimé et ses reliques sont transportées à Cervere, où elles reposent encore dans une urne sous le maître-autel de l'église paroissiale. Le pape Pie IX confirme son culte le 22 septembre 1853 et sa fête est fixée au 21 avril d’après le Martyrologe romain. Le diocèse de Fossano célèbre sa fête le 13 octobre tandis que le calendrier liturgique dominicain fait mémoire du bienheureux le 3 février, en même temps que les bienheureux Pierre Cambiani et Antoine Pavoni, également martyrs des Vaudois.

Armoirie de la famille Cervere